# Награда Виторио де Сика
Награда Виторио де Сика (Vittorio de Sica) настала је 1975. године дејством оснивача Ђан Луиђија Рондија и додељује се сваке године италијанима, али и другим страним личностима који су остварили велике успехе на пољу културе, уметности и науке.
Награда се уручује у виду медаље, која је дело вајара Перикла Фацинија.
Неки од добитника ове награде су: Виторио де Сика, Ингмар Бенгмар, Марчело Мастројани, Алберто Сорди, Марианђела Мерато, Енио Мориконе, Лудовико Еинауди Марио Ћеки Гори, Луиђи де Лаурентис, Федерико Фелини, Акира Куросава, Лука де Филипо, Ђорђо Паризи, Алесандро Барико, Луис Бакалов, Лућано Берио, Клаудио Абадо, Ђорђо Фалетиi, Франческо де Грегори, Флавио Емилио Скоња Евгенио Скалфари, Лућана Литицето, Гвидо Страца, Алдо Ђиколини, Андреа Бочели, Микеланђело Пистолето.
Председник Италијанске Републике Ђорђо Наполитано, под чијом се заштитом налази награда, лично је неколико пута доделио ову награду (на пример 2007. и 2009. године).
Италијански председник Ђорђо Наполитано уручује награду Виторио де Сика за музику диригенту Антониу Папану (2010)
Занимљиво је да је италијански аутор Стефано Бени, 29. септембра одбио да прими ову награду у знак протеста услед недовољних средстава намењених култури, за шта кривицу приписује Ренцијевој Влади.

## Награде 2012.

### Италијанска кинематографија
- Лино Каполикјо
- Паола Кортелези
- Лудовико Еинауди
- Емидио Греко
- Луиђи Ло Кашо
- Лућано и Серђо Мартино
- Ђузепе Ротуно
- Алесио Гало и Франческа Ризо

### Остало
- Архитектура: Виторио Гарати, Роберто Готарди
- Визуелне уметности: Јанис Кунелис
- Историја: ђани Мина
- Уредништво: Роберто Каласо
- Књижевност: Клаудио Магрис
- Музика: Рикардо Мути
- Сликарство: Ђило Дорфлес
- Поезија: Пјерлуиђи Капело

## Награде 2014.

### Италијанска кинематографијa
- Алесандро Бенетон- дистрибутер
- Лука Бигаци - директор фотографије
- Марко Ђалини - глумац
- Aлба Рохрвахер  - глумица
- Aмедео Салфa - монтажер

### Остало
- Гвидо Страца- визуелне уметности
- Дућо Тромбадори- критика уметности
- Лаура дели Коли Паоло Мерегети - филмска критика
- Симоне Казавекја Бомпиани, Елизабета Згарби- уредништво
- Роберто Векјони - музика
- Ђерардо Марота- филозофске студије
- Aсканио Ћелестини Eма Данте, Франческа Бенедети - позориште